# Decibel Outdoor
Decibel Outdoor er en Danse festival der hvert år siden 2002 er arrangeret af B2S. 
Den første 3 udgaver af festivalen blev afholdt på rekreation Rekreationspark Binnenmaas i Mijnsheerenland i 2002 til 2004. 2005-udgaven på Lingebos i Gorinchem og siden 2006 har festivalen været afholdt hvert år på Rekreationspark Beekse Bergen i Hilvarenbeek.
Ligesom defqon.1 er decibel delt op i flere scener og afsluttes om aftenen med et meget stort lys og lasershow blandet med fyrværkeri.
| Datum           | Lokation                                     | Kendte artister              | Anthem                                                            |
| 31. august 2002 | Recreatiegebied Binnenmaas (Mijnsheerenland) | DJ Jean, Marco V             | The Beholder & Balistic - Decibel Anthem                          |
| 30. august 2003 | Recreatiegebied Binnenmaas (Mijnsheerenland) | Lady Dana, Johan Gielen      | The Beholder & Balistic feat. Max Enforcer - Decibel 2003         |
| 28. august 2004 | Recreatiegebied Binnenmaas (Mijnsheerenland) | DJ Zany, Don Diablo          | The Beholder & Balistic feat. Max Enforcer - Bigger Better Louder |
| 20. august 2005 | Lingebos (Gorinchem)                         | Darkraver, Paul Elstak       | The Beholder & Balistic feat. Max Enforcer - Nuclear Reaction     |
| 19. august 2006 | Beekse Bergen (Hilvarenbeek)                 | Ruffneck, Partyraiser        | Southstylers - Decibel Anthem 2006                                |
| 18. august 2007 | Beekse Bergen (Hilvarenbeek)                 | Charly Lownoise, Coone       | Deepack & Charly Lownoise feat. MC Villain - Can't Hold Us Down   |
| 16. august 2008 | Beekse Bergen (Hilvarenbeek)                 | The Prophet, Neophyte        | The Beholder & DJ Zany - Bleeding For The Harder Styles           |
| 15. august 2009 | Beekse Bergen (Hilvarenbeek)                 | DJ Promo, Deepack            | Brennan Heart - City of Intensity                                 |
| 21. august 2010 | Beekse Bergen (Hilvarenbeek)                 | Noisecontrollers, Wildstylez | Noisecontrollers - Summer In The City                             |
| 20. august 2011 | Beekse Bergen (Hilvarenbeek)                 | Zatox, Tha Playah, DJ Zany   | DJ Zany & Max Enforcer feat. MC DV8 - Sound Intense City          |
| 18. august 2012 | Beekse Bergen (Hilvarenbeek)                 | Zany, Zatox, Brennan Heart   | Zatox - D.E.C.I.B.E.L                                             |

## Eksterne Henvisninger
- Hjemmeside Arkiveret 15. april 2013 hos  Wayback Machine

| Dans | Spire Denne artikel om dans eller danseudtryk er en spire som bør udbygges. Du er velkommen til at hjælpe Wikipedia ved at udvide den. |